# Russell Garcia (Komponist)

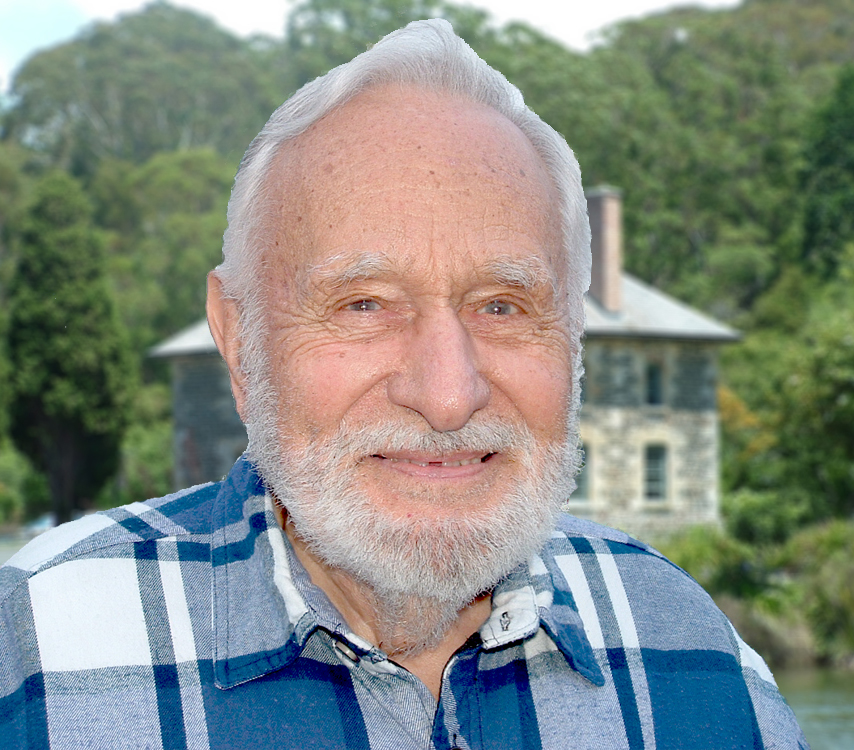
Russell Garcia in Kerikeri, 2009

Russell „Russ“ Garcia (* 12. April 1916 in Oakland, Kalifornien; † 20. November 2011 in Kerikeri, Neuseeland) war ein US-amerikanisch-neuseeländischer Komponist, Arrangeur und Dirigent auf den Gebieten des Jazz, des Pop und der Filmmusik.

## Leben und Werk
Dem musikalischen Autodidakten Russ Garcia gelang der Durchbruch, als er während einer Radiosendung für einen kranken Kollegen einspringen musste. Danach wurde Garcia als Komponist und Arrangeur unter anderem von den NBC Studios verpflichtet. Zu seinen bekannteren Werken gehören die Melodien zu den Fernsehserien Laredo und Tausend Meilen Staub. Er hat auch für die MGM- und Universal-Studios gearbeitet. Garcias vielfältigste und wohl auch noch heute bekannteste Filmmusik entsprang der Zusammenarbeit mit George Pal für Die Zeitmaschine aus dem Jahr 1960. Garcia arbeitete in Hollywood für die verschiedensten Sänger und Musiker, wie Ella Fitzgerald, Louis Armstrong, Anita O’Day, Mel Tormé, Julie London, Oscar Peterson, Stan Kenton, Maynard Ferguson. Im Filmbereich zählten Walt Disney, Orson Welles, Jane Wyman, Ronald Reagan, Andy Williams, Judy Garland, Henry Mancini und Charles Chaplin zu seinen Auftraggebern; im Jazzbereich war er insbesondere für Norman Granz und dessen Label The Verve Music Group tätig. Insbesondere arrangierte er für sie Musik oder dirigierte das Orchester.
Russell Garcia hat bei vielen Filmen an der Musik in der einen oder anderen Funktion (Arrangeur, Komponist oder Dirigent) mitgewirkt, ohne offiziell in den Credits genannt worden zu sein. So ist seine Mitwirkung als Arrangeur bei Charlie Chaplins Film Rampenlicht von 1952 bis heute weitgehend unbekannt geblieben. Als die Musik 1972 einen Oscar in der Kategorie „Beste Filmmusik“ erhielt, ging die Auszeichnung an Chaplin, Ray Rasch und Larry Russell, aber nicht an Garcia, was bis heute zu einer nicht vollständig geklärten Kontroverse geführt hat.
Seit 1955 war Garcia Anhänger der Bahai-Religion. 1966 verkaufte er sein Hab und Gut und zog mit seiner Frau Gina von Hollywood weg, obwohl er dort eine erfolgreiche Karriere aufgebaut hatte. Sie kauften sich ein Segelboot, mit dem sie den Pazifischen Ozean durchquerten. 1969 ließen sie sich in Neuseeland nieder. Ab 2008 lebte das Ehepaar Garcia in Tangitu Bay, einige Kilometer von Kerikeri entfernt, wo Russell Garcia immer noch als Musiker arbeitete. Im Rahmen einer Welttournee trat er am 29. August 2008 in Ried in Österreich auf. Charmed Life: Shaynee Rainbolt Sings Russell Garcia war eine seiner letzten CD-Veröffentlichungen (2009) und enthält Neuaufnahmen einiger seiner älteren Titel. 2013 veröffentlichte Garcias Witwe Gina seine Erinnerungen unter dem Titel I Have Hundreds of Stories, Some of Them True.

## Ehrungen
Am Memorial Day Wochenende 2003 war Garcia mit Buddy Childers Ehrengast bei der Veranstaltung Contemporary Concepts Presented - A 4 Day Jazz Festival Celebrating The West Coast Big Band Sound in Concert in Los Angeles.
Am 27. Mai 2005 ehrte das Los Angeles Jazz Institut Garcia für seine Verdienste um die Jazz-Musik während der vergangenen 60 Jahre.
Zusammen mit seiner Ehefrau Gina erhielt Garcia im Jahr 2009 The Queen’s Service Medal (Q. S. M.) in Anerkennung ihrer Verdienste um die Musik in Neuseeland.

## Musikalben (Auswahl)
- 1955: Wigville
- 1955: Four Horns and a Lush Life
- 1956: The Johnny Evergreens
- 1956: Peggy Connelly with Russ Garcia – That Old Black Magic
- 1956: The Complete Porgy and Bess
- 1957: Louis Armstrong/Ella Fitzgerald: Porgy and Bess
- 1957: The Warm Feeling
- 1957: Listen to the Music of Russell Garcia
- 1957: Julie London: Make Love to Me
- 1958: Anita O’Day: Anita Sings the Winners
- 1959: Ella Fitzgerald: Get Happy!
- 1959: Jazz Music for Birds and Hep Cats
- 1959: Fantastica: Music From Outer Space
- 1960: Stan Getz: Cool Velvet
- 1960: Swingin' On the Moon
- 1960: Soubrette Sings Broadway Hit Songs
- 1979: Variations for Flugelhorn, String Quartet, Bass & Drums
- 1986: Jazz Variations
- 2002: The Unquenchable Flame
- 2009: Charmed Life: Shaynee Rainbolt Sings Russell Garcia

## Filmmusik (Auswahl)
- 1946: My Dog Shep
- 1950: Radar-Geheimpolizei (Radar Secret Service)
- 1952: Rampenlicht (Limelight) (Arrangement)
- 1953: Carnival in April (Kurzfilm)
- 1958: Im Zeichen des Bösen (Touch of Evil, Arrangement)
- 1960: Die Zeitmaschine (The Time Machine)
- 1961: Atlantis, der verlorene Kontinent (Atlantis, the Lost Continent)
- 1962: Tausend Meilen Staub (Rawhide) (Fernsehserie)
- 1963: Piccadilly null Uhr zwölf
- 1965–1966: Laredo (Fernsehserie)
- 1965–1966: Die Leute von der Shiloh Ranch (The Virginian) (Fernsehserie)
- 1966: The Pad and How to Use It
- 1968: Three Guns for Texas (Fernsehfilm)

## Schriften
- The Professional Arranger Composer. 2 Bände. Criterion Music Corporation, New York 1954. (englisch)